# 가와베정 (아키타현)
가와베정(河辺町)은 아키타현 가와베군에 존속했던 정이다. 현의 중앙부에 위치했었다.
2005년 1월 11일에 가와베군 유와정을 아키타시에 편입되어 소멸했다. 현재는 가와베 정이 있던 지역의 새 지명은 아키타 시 가와베가 되었다.

## 지리
가와베정은 이와미강이 있으며 동부는 산지이다.

## 역사
- 1955년 3월 31일 - 가와베군 와다정, 도시마촌, 이와미산나이촌을 합병해 가와베정을 설립하였다.
- 2004년 11월 15일 - 당시 촌장이 급서하여 일본 공직선거법에 따라 규정에 의해 촌장 선거를 실시를 해야 하지만 아키타시와 합병시기가 1,2주 정도밖에 남지 않아  합병일까지만 대리로 맡게 되었다.
- 2005년 1월 11일 - 가와베군 유와정과 아키타시에 편입되어 소멸했다. 현재는 아키타시 가와베시립 서비스센터로 사용되고 있다. (현재는, 인접하는 공민관·체육관과 기능을 통합하였다.)

## 교통

### 철도
- 동일본여객철도
  - 오우 본선 - 오바리노역 - 와다역

### 도로
- 일반국도
  - 국도 13호

1. ↑  “地区別人口および世帯の動向” (PDF) (일본어). 秋田市. 2020년 10월 1일. 2022년 4월 3일에 원본 문서 (PDF)에서 보존된 문서. 2022년 3월 19일에 확인함.
2. ↑  “市外局番の一覧”. 総務省. 2017년 5월 29일에 확인함.